# Solton
Solton (russisch Солто́н) ist ein Dorf (selo) in der Region Altai (Russland) mit 2770 Einwohnern (Stand 14. Oktober 2010).

## Geographie
Der Ort liegt etwa 190 km Luftlinie ostsüdöstlich des Regionsverwaltungszentrums Barnaul und 90 km ostnordöstlich von Bijsk in den nördlichen Ausläufern des Altai im Bereich seines Übergangs in den Salairrücken. Es befindet sich an der Mündung der Schalandaika in die Soltonka, die einige Kilometer südöstlich in den rechten Bija-Nebenfluss Nenja mündet.
Solton ist Verwaltungssitz des Rajons Soltonski sowie Sitz der Landgemeinde Soltonski selsowet, zu der neben dem Dorf Solton noch die Dörfer Berjosowo, Karagan, Schatobal und Urunsk gehören.

## Geschichte
Das Dorf wurde 1782 gegründet und 1924 Zentrum eines Rajons.

### Bevölkerungsentwicklung
| Jahr | Einwohner |
| ---- | --------- |
| 1939 | 4511      |
| 1959 | 3025      |
| 1970 | 2946      |
| 1979 | 3195      |
| 1989 | 3449      |
| 2002 | 3147      |
| 2010 | 2770      |

Anmerkung: Volkszählungsdaten

## Verkehr
Von Solton besteht Verbindung zur etwa 20 km südwestlich vorbeiführenden Regionalstraße R375, die von Bijsk auf der rechten, östlichen Seite der Bija aufwärts in die Republik Altai über Turotschak bis zum Telezker See folgt.